# Jerome Damon
Jerome Damon (ur. 4 kwietnia 1972 roku) – południowoafrykański sędzia piłkarski.

## Życiorys
Sędzia międzynarodowy FIFA od 2000 roku. W Pucharze Narodów Afryki sędziował już czterokrotnie w latach 2004, 2006, 2008, a w 2010 został wyznaczony do sędziowania finału tej imprezy. W 2008 roku sędziował finał Afrykańskiej Ligi Mistrzów pomiędzy Al Ahly Kair, a Coton Sport. Na mistrzostwach świata w 2006 roku był sędzią technicznym. Podczas Letnich Igrzysk Olimpijskich w Pekinie sędziował dwa mecze fazy grupowej. W 2010 roku odniósł największy sukces w karierze, bowiem znalazł się na liście sędziów, którzy będą prowadzili spotkania podczas Mistrzostw Świata w RPA. Jest nauczycielem; na stałe mieszka w Kapsztadzie.

## Turnieje międzynarodowe
- Puchar Narodów Afryki (2004, 2006, 2008)

## Inne
- Sędzia techniczny podczas Mistrzostw Świata w 2006 roku.
- Sędzia główny podczas Igrzysk Olimpijskich w 2008 roku.